# Цера (Унешић)
Цера је насељено мјесто у Далмацији. Припада општини Унешић у саставу Шибенско-книнске жупаније, Република Хрватска.

## Географија
Цера се налази око 5 км јужно од Унешића.

## Историја
До територијалне реорганизације у Хрватској насеље се налазило у саставу бивше велике општине Дрниш.

## Становништво
Према попису становништва из 2011. године, насеље Цера је имало 53 становника.
| Демографија | Демографија | Демографија |
| Година      | Становника  | Становника  |
| ----------- | ----------- | ----------- |
| 1961.       | 321         |             |
| 1971.       | 323         |             |
| 1981.       | 230         |             |
| 1991.       | 143         |             |
| 2001.       | 76          |             |
| 2011.       |             | 53          |